# Charleshill
Charleshill – wieś w Anglii, w hrabstwie Surrey, w dystrykcie Waverley. Leży 55 km na południowy zachód od centrum Londynu.